# RealPlayer
RealPlayer je multimediální přehrávač firmy Real Networks. Starší verze RealPlayeru se jmenovaly také RealOne Player nebo RealAudio Player.

## Historie
RealPlayer podporuje kromě formátů RealMedia (RealAudio a RealVideo) další formáty jako MP3, MPEG-4, nebo Quicktime a mnoho dalších.
První verze programu vyšla v roce 1995. RealPlayer je k dispozici ve verzích pro operační systémy Microsoft Windows, Mac OS X, Linux, Unix, Palm OS, Windows Mobile a Symbian OS. Program je postaven na open source programu Helix-Player. Je možné najít také zmínku o RealJukeboxu, což je program pro správu hudby s možnostmi přímo prohlížet meta informace, ripovat a vypalovat CD.
Jeho 11. verze poprvé umožní ukládání streamovaného videa s výjimkou stahování chráněného videa, poskytovatelům tak zůstává možnost stahování videa zabránit.

## Instalace a provoz
Základní verze je poskytována zdarma. Placená verze pojmenovaná RealPlayer Plus, nabízí více voleb při vypalování, možnost analogového příjmu z externích zdrojů, grafický ekvalizér, nebo "Toolbar mód". RealPlayer je nezávislý na platformě a registrace není, alespoň pro základní verzi, povinná.

## Nevýhody
Organizace StopBadware.org označuje RealPlayer jako badware, což odůvodňuje skrytou instalací adware a nepovolenými nastaveními dalšího software, která přečkají i odinstalování RealPlayeru.

## Historie vydaných verzí
- RealPlayer 11
- RealPlayer 10.5
- RealPlayer 10
- RealOne Player v2.0
- RealOne Player v1.0
- RealPlayer 8
- RealPlayer 7
- Real Player G2 (Version 6)
- RealPlayer 5
- RealPlayer 4
- RealAudio Player 3